# Алонсо Вега, Камило
Камило Алонсо-Вега (Камило Алонсо; в некоторых русских источниках ошибочно А. Вега, Алонсо Вега; исп. Camilo Alonso Vega; 29 мая 1889[…], Ферроль, Галисия[…] — 1 июля 1971, Мадрид[…]) — испанский военачальник и государственный деятель, генерал-капитан (фельдмаршал; 1969). Однокурсник по военной академии и один из ближайших соратников Франко.
В годы Гражданской войны в Испании — командир 4-й Наваррской бригады (затем — дивизии), которая многократно отличилась в боях против республиканцев.
После окончания Гражданской войны — командир Гражданской гвардии (1943—1956), а затем министр внутренних дел Испании (1956—1969; причём Гражданская гвардия также входила в ведение министра внутренних дел). Деятельность Алонсо в этот период была непосредственно связана с самыми темными сторонами франкистского режима, включая политические репрессии, подавление инакомыслия и борьбу против остававшихся в Испании разрозненных групп республиканских партизан.

## Биография

### Молодость и боевые действия в Марокко
Родился в 1889 году в атлантическом портовом городе Эль-Ферроль (Ла-Корунья, Галисия). Отец – Камило Алонсо, мать – Эрминия Вега. В 1907 году, в возрасте 18 лет, успешно сдал экзамен и поступил в Толедскую пехотную академию. Курс Академии состоял из примерно 350 человек, включая Алонсо, Франсиско Франко и Хуана Ягуэ.
Спустя три года был выпущен из Академии младшим лейтенантом в пехотный полк, который дислоцировался в его родном городе Эль-Ферроль. Однако уже в 1912 году отправился в Марокко, где принимал участие в боевых действиях в окрестностях Мелильи, где снова встретился с Франко.
В начале 1917 года в звании капитана был переведён в полк, дислоцировавшийся в Бургосе, в составе которого в 1917–1920 годах участвовал в подавлении забастовок шахтёров Астурии.
В 1920 году, после недолго отпуска в Эль-Ферроле, по приглашению Франко выехал в Сеуту, где принял командование пулемётной ротой, во главе которой участвовал в боевых действиях против марокканских повстанцев в составе отряда генерала Хосе Санхурхо в ходе Рифской войны, за что был представлен к ордену Сан-Фернандо, испанскому аналогу ордена Святого Георгия, за успешную защиту холмов Бухаррата. Однако затем испанцами была проиграна битва при Анвале, и хотя подразделение Алонсо сохранило боеспособность и продолжало активно сражаться с повстанцами, ордена он не получил.
В 1923 году вернулся в Испанию, где служил в гарнизоне Овьедо, женился и провёл свой медовый месяц (точнее три) в путешествии по Франции и Италии. В 1925 году вернулся в Овьедо в качестве гарнизонного офицера, и оставался там вплоть до 1928 года. Когда генерал Мигель Примо де Ривера, фактический диктатор Испании в тот момент (несмотря на наличие короля), назначил Ф. Франко ректором Сарагосской военной академии, Франко немедленно вызвал Алонсо к себе в качестве одного из преподавателей.
После провозглашения Испании республикой (1931) Сарагосская академия была закрыта и Алонсо вернулся в Овьедо. В 1934 году вновь участвовал в подавлении восстания астурийских шахтёров, на сей раз направленного против республиканского правительства. Бои с шахтёрами, в ходе которых обеими сторонами активно использовалось огнестрельное оружие, длились около 20 дней.
В 1935 году был повышен до подполковника. К этому времени он занимал должности военного цензора и военного судьи. Несколько месяцев спустя он был переведён в Виторию, где возглавил горнострелковый батальон.

### Гражданская война в Испании
В ходе переворота под руководством генерала Франко Алонсо сумел склонить на его сторону военного губернатора Витории и всей Алавы генерала Гарсиа Бенитеса. После этого Алонсо сумел в краткие сроки и малой кровью установить контроль над большей частью провинции, тогда как соседняя провинция Бискайя оставалась оплотом республиканцев. В связи с этим на границе двух провинций шли ожесточенные бои, включая штурм солдатами Алонсо города Вильярреаль-де-Алава, в ходе которого он был ранен.
В декабре 1936 года приказом генерала Эмилио Молы части, лояльные Алонсо, были сведены в 4-ю Наваррскую бригаду. Во главе бригады, вошедшей в состав Северной армии Молы, Алонсо участвовал в наступлении на хорошо укреплённый республиканцами город Бильбао. Произведённый в полковники Алонсо взял Гернику, ранее сожжённую в результате печально известной масштабной бомбардировки. Следом за Герникой пал и Бильбао.
После этого войска Алонсо были переброшены сперва в район Мадрида, где участвовали в битве при Брунете, а затем в Бургос, где отличились в сражении при Сантандере, в ходе которого Алонсо был снова ранен. В результате сражения при Сантандере республиканцы потеряли только пленными 60 000 человек, а франкистам досталась вся Кантабрия. Ещё толком не оправившись от ран, он вернулся к своим войскам, чтобы участвовать в наступлении на Астурию, в ходе которого были, в частности, взяты Хихон и Рибадеселья и положен конец республиканскому сопротивлению на севере страны.
В начале 1938 года бригада Алонсо, развёрнутая в дивизию, была переброшена на Арагонский фронт, где участвовала в исключительно успешной Арагонской наступательной операции, в ходе которой войска франкистов глубоко вклинились на территорию под контролем республиканцев. 15 апреля 1938 года войска 4-й Наваррской дивизии вошли в Винарос, город на побережье Средиземного моря, окончательно разрезав республиканскую зону на две части.
Оттуда 4-я Наваррская дивизия была направлен в район реки Эбро, где принимала активное участие в развернувшемся там тяжёлом сражении, по итогам которого республиканские войска отступили за реку.
Следующей стала Каталония. В ходе Каталонской операции солдаты Алонсо участвовал во взятии Барселоны, Жироны, а затем участвовали в преследовании республиканских войск до французской границы. За свои заслуги Алонсо был повышен в звании до бригадного генерала.
Однако, война еще не была закончена. Войска Алонсо были переброшены на Толедский фронт, где провели решительное наступление на юг Испании. 31 марта 4-я дивизия Наваррского армейского корпуса заняла Картахену, лишив находившихся там республиканцев надежды на организованную эвакуацию в Алжир.
1 апреля 1939 года в последней военной сводке Ф. Франко написал: «Сегодня, когда Красная (то есть республиканская) армия взята в плен и разоружена, национальные войска выполнили свою последнюю боевую задачу. Война окончена».

### После Гражданской войны
После окончания Гражданской войны в Испании на протяжении нескольких лет сменил несколько должностей: главный инспектор военно-учебных заведений, высокопоставленный сотрудник центрального аппарата военного министерства, прокурор кортесов. Повышенный в 1942 году до генерал-майора, в 1943 году возглавил Гражданскую гвардию, во главе которой находился в 1943–1955 годах. С 1947 года генерал-лейтенант.
Непосредственно отвечал за борьбу с оставшимся в Испании вооружённым партизанским подпольем республиканцев и за репрессии против их сторонников, особенно в Арагоне, Андалусии, Галисии и Каталонии. После занятия Франции немцами активность партизан снизилась, но, начиная с 1944 года, выросла вновь. Однако вскоре стало ясно, что западные союзники не собираются способствовать свержению Франко, опасаясь радикально левой ориентации его основных противников. В этих условиях Алонсо удалось возглавить и осуществить успешную кампанию против партизан. За 11 лет с 1943 года по 1952 год в боях с Гражданской гвардией партизаны потеряли убитыми 2166 человек. Ещё 3382 человека были задержаны; кроме того, ещё 19 407 человек были арестованы за связи с партизанами. Гражданская гвардия за тот же период потеряла в боях с партизанами 258 человек убитыми и 370 ранеными. Оставшиеся партизаны по большей части бежали во Францию, некоторые — в Марокко. В 1952 году территорию Испании покинул последний крупный партизанский отряд.
В 1956 году в стране разразился кризис, связанный со студенческими выступлениями и действиями фаланги. В этих условиях Алонсо занял должность министра внутренних дел Испании, которому подчинялись Гражданская гвардия, полиция, почта, местные администрации и многое другое. Это должность сделала Алонсо одним из наиболее влиятельных людей в Испании.
Он оставался на ней 12 лет, пока в 1969 году не вышел в отставку с производством в генерал-капитаны (фельдмаршалы).
Скончался в Мадриде в 1971 году.

## Некоторые награды
- Военная медаль
- Большой крест ордена Военных заслуг (белый дивизион)
- Большой крест ордена Морских заслуг (белый дивизион)
- Большой крест ордена Военно-воздушных заслуг
- Большой крест ордена Святого Эрменегильдо
- Большой крест ордена Карлоса III
- Большой крест ордена Изабеллы Католической
- Большой крест ордена Альфонса X Мудрого
- Большой крест ордена Сиснероса

### На русском
- Бивор Э. Гражданская война в Испании 1936—1939 (электронное издание). / Пер. с англ. А. Кабалкина. — М.: Колибри, Азбука-Аттикус, 2018.
  - Beevor, Antony (2006). The Battle for Spain. The Spanish Civil War. Londres: Penguin Books.
- Данилов С. Ю. Гражданская война в Испании (1936—1939). — М.: Вече, 2004. — 352 с. — ISBN 5-9533-0225-8.
- Платошкин Н. Н. Гражданская война в Испании. 1936—1939 гг. — Олма-Пресс, 2005. — 478 с.
- Томас, Хью. Гражданская война в Испании: 1931—1939 годы = The Spanish Civil War / Пер. И. Полоцка. — М.: Центрполиграф, 2003. — 576 с. — 7000 экз. — ISBN 5-9524-0341-7
  - Thomas, Hugh. The Spanish Civil War (1961); Penguin Books Ltd (1968); 2nd revised edition (1977); 4th revised edition (2003); 5th revised edition (2011).

### На испанском
- Historia de las Campañas de Marruecos, Madrid, Servicio Histórico Militar, 1951
- Aguilar Olivencia, Mariano (1999). El ejército español durante el franquismo. Tres Cantos: Ediciones Akal. ISSN 21722765, ISBN 84-460-0962-5
- Alía Miranda, F. (2011). Julio de 1936: conspiración y alzamiento contra la Segunda República, Barcelona, Crítica
- Alonso Baquer, M. (1986). «Las Fuerzas Armadas en la época del general Franco», en Historia Social de las Fuerzas Armadas, Madrid, Alhambra, 1986, t. 8, págs. 11-66
- Alonso Baquer, M. (2005). Franco y sus generales, Madrid, Taurus, 2005
- Bardavío, Joaquín (1969). La estructura del poder en España: sociología política de un país, Madrid, Ibérico Europea de Ediciones.
- Cardona, Gabriel (1994). «Franco, Camilo y la Benemérita», en Historia 16, 210, págs. 48-54
- Cardona, Gabriel (2001). Franco y sus generales. La manicura del tigre. Temas de Hoy.
- Cardona, Gabriel (2003). El gigante descalzo: el ejército de Franco, Madrid, Aguilar.
- Carr, Raymond (1996). «La época de Franco: 1939—1975. Política, ejército, Iglesia, economía y administración». Historia de España Menéndez Pidal. Espasa-Calpe.
- Clemente, José Carlos (2005). Ejército y conflictos civiles en la España contemporánea. Fundamentos.
- de Antón, Julio (2000)., Historia de la policía española: la policía del reino, la policía republicana, la policía del régimen, la policía democrática, Madrid, El Autor.
- de Arce, Carlos (1984/1998). Los generales de Franco: los hombres que hicieron posible la España de Franco, Barcelona, Mitre/Seuba Ediciones.
- del Arco, Manuel (1970). Los 90 ministros de Franco. Madrid: Dopesa.
- Franco Salgado-Araújo, F. (2005). Mis conversaciones privadas con Franco, Barcelona, Planeta.
- Engel, Carlos (2000). Historia de las divisiones del ejército nacional. Almena Ediciones.
- Losada Malvárez, Juan Carlos (1990). Ideología del Ejército franquista (1939—1959). Istmo. ISBN 8470902253
- Martínez Bande, José Manuel (1972—1986). Monografías de la Guerra de España, Madrid, San Martín.
- Martínez Bande, José Manuel (2007). Los años críticos: República, conspiración, revolución y alzamiento. Madrid: Encuentro. ISBN 84-306-0487-1
- Moreno Gómez, Francisco (1985). La Guerra civil en Córdoba (1936—1939). Córdoba: Alpuerto.
- Muñiz Martín, Óscar (1976). Asturias en la guerra civil. Ayalga.
- Muñoz Bolaños, R. (2001). «Operaciones militares (1910—1918)», en Las Campañas de Marruecos (1909—1927), Madrid, Almena,  págs. 84-127.
- Payne, Stanley G. (1987). El régimen de Franco, 1936—1975, Madrid, Alianza, 1987
  - Payne, Stanley G. (1987). The Franco Regime, 1936—1975. Madison: The University of Wisconsin Press. ISBN 0-299-11070-2
- Preston, P (1997). La política de la venganza: el fascismo y el militarismo en la España del siglo XX, Barcelona, Península.
- Preston, P (2011). El holocausto español: odio y exterminio en la Guerra Civil y después, Barcelona, Debate.
- Puell de la Villa, F.(2003) «Cadetes de la 2.ª Época, Generales de la Transición», en La Enseñanza Militar en España: 75 años de la Academia General Militar en Zaragoza. V Congreso de Historia Militar, Madrid, Ministerio de Defensa, págs. 219—274
- Puell de la Villa, F. (2005)  Historia del Ejército en España, 2.ª ed., Madrid, Alianza.
- Puell de la Villa, F. (2007)  y J. A. Huerta Barajas, Atlas de la Guerra Civil española: antecedentes, operaciones y secuelas militares (1931—1945), Madrid, Síntesis.
- Puell de la Villa, F. (2010) , «El devenir del Ejército de Tierra (1945—1975)» en F. Puell de la Villa y S. Alda Mejías (eds.), Los ejércitos del franquismo (1939—1975), Madrid, Instituto Universitario General Gutiérrez Mellado-UNED, págs. 63-96
- Puig, Jaime J. (1984). Historia de la Guardia Civil, Barcelona, Mitre.
- Ramos Winthuyssen, J. (1921). Tropas indígenas y ejército colonial, Sevilla, Imp. de Gómez Hnos.
- Romero, E. (1970). Los 90 ministros de Franco, Madrid, Dopesa.
- Romero Salvadó, Francisco J. (2013). Historical Dictionary of the Spanish Civil War. Scarecrow Press. ISBN 978-0-8108-8009-2
- Salas Larrazábal, R. (2006). Historia del Ejército Popular de la República, Madrid, La Esfera de los Libros.
- Urquijo Goitia, José Ramón (2008) [2001]. Gobiernos y ministros españoles en la edad contemporánea. Madrid: CSIC.
- Ynfante, Jesús (1970). La prodigiosa aventura del Opus Dei. Génesis y desarrollo de la santa mafia. Ruedo ibérico.